# Set the World on Fire
Set the World on Fire je třetí studiové album kanadské thrash metalové skupiny Annihilator. První dvě alba Alice in Hell (1989) a Never, Neverland (1990) měla obrovský úspěch, nicméně Set the World on Fire bylo přijato poněkud kontroverzně – někteří říkali, že není typické pro Annihilator a další, že je to nejlepší album, které kdy nahráli.[zdroj⁠?!] V Americe nebylo úspěšné, ale naopak v Evropě a Asii ano. Skladba „Set the World on Fire“ je nejtvrdší na albu. Pro tuto studiovku byl vybrán nový zpěvák Aaron Randall, který nahradil Coburna Pharra (Never, Neverland). Aaron Randall vydržel jen jedno album. K tomuto albu byl natočen videoklip (celkem už třetí) ke skladbě „Set the World on Fire“. Na Youtube byla zveřejněna dvě videa z nahrávacího studia, a to konkrétně „Knight Jumps Queen“ a „Brain Dance“.

## Seznam skladeb
1. „Set the World on Fire“ – 4:30
2. „No Zone“ – 2:47
3. „Bats in the Balfry“ – 3:37
4. „Snake in the Grass“ – 4:55
5. „Phoenix Rising“ – 3:47
6. „Knight Jumps Queen“ – 3:46
7. „Sounds Good to Me“ – 4:18
8. „The Edge“ – 2:56
9. „Don't Bother Me“ – 3:23
10. „Brain Dance“ – 4:51
11. „Hell Bent for Leather“ (cover od Judas Priest, bonus) – 2:54
12. „Phoenix Rising“ (akustická verze, bonus) – 4:09

## Obsazení
- Aaron Randall – zpěv
- Jeff Waters – doprovodná kytara, zpěv na „Brain Dance“, producent
- Neil Goldberg – sólová kytara
- Wayne Darley – baskytara
- Mike Mangini – bicí